# اکسل تایشمان
اکسل تایشمان (آلمانی: Axel Teichmann; ۱۴ ژوئیهٔ ۱۹۷۹) اسکی‌باز صحرانوردی اهل آلمان است.
وی همچنین برندهٔ جوایزی همچون برگ بوی نقره‌ای شده‌است.